# Boteropstand
De Boteropstand (Engels: Butter Rebellion) vond in 1766 plaats aan de Harvard-universiteit. Het was het vroegst bekende studentenverzet in wat nu de Verenigde Staten is. De zonen van de kolonisten die zich voorbereidden op de Amerikaanse Revolutie vormden er de groep The Sons of Harvard.